# HMS Benbow (1913)
HMS Benbow var det tredje av fyra slagskepp i Iron Duke-klassen i Royal Navy och det tredje fartyget som namngavs till ära för amiral John Benbow. Fartyget beställdes i 1911 års byggprogram, byggdes på William Beardmore and Company-varvet i maj 1912, sjösattes i november 1913 och levererades i oktober 1914, strax efter första världskrigets utbrott. De fyra slagskeppen var mycket lika den föregående King George V-klassen, med ett förbättrat sekundärbatteri. Hon var beväpnad med ett huvudbatteri med tio 13,5-tums (34,3 cm) kanoner och tolv 6-tums (15,2 cm) sekundärkanoner. Fartyget hade en toppfart på 21,25 knop (39,36 km/h) och hade ett 305 mm tjockt pansarbälte.
Benbow tjänstgjorde i Grand Fleet som flaggskepp för den 4:e stridsskvadronen under kriget. Hon var närvarande under krigets största sjöstrid, Skagerrakslaget den 31 maj-1 juni 1916, även om hon inte deltog i de hårdaste striderna. Hon skickades ut ytterligare två gånger, i augusti 1916 och april 1918, i försök att slå den tyska högsjöflottan i ett stort slag, men inget av försöken ledde till någon större aktion. Efter krigsslutet 1918 placerades Benbow och resten av 4:e skvadronen i Medelhavsflottan. Där deltog hon i operationer i Svarta havet till stöd för den vita sidan i det ryska inbördeskriget fram till mitten av 1920, då Medelhavsflottan började stödja grekiska styrkor under det grek-turkiska kriget. År 1926 omplacerades Benbow till Atlantflottan. Hon togs ur bruk 1929, och såldes för skrotning 1931.

## Design
De fyra slagskeppen i Iron Duke-klassen beställdes i 1911 års byggprogram och var en stegvis förbättring jämfört med den föregående King George V-klassen. Den främsta förändringen mellan de två designerna var att de nyare fartygen hade ett tyngre sekundärbatteri. Benbow var 190 meter lång totalt och hade en bredd på 27 meter och ett genomsnittligt djupgående på 9 meter. Hon hade ett deplacement av 25 400 ton nybyggd och upp till 30 030 ton vid full last. Hennes framdrivningssystem bestod av fyra Parsonturbiner som fick ånga från arton Babcock & Wilcox-pannor. Motorerna hade en effekt på 29 000 shp (21 625 kW) och gav en toppfart på 21,25 knop (39 km/h). Hennes räckvidd var 7 800 nautiska mil (14 446 km) vid en hastighet på 10 knop (19 km/h). Benbow hade en besättning på 995 officerare och sjömän, men under krigstid växte denna besättning till 1 022 personer.
Bebow var beväpnad med ett huvudbatteri med tio BL 34,3 cm Mk V-kanoner monterade i fem dubbeltorn. De var placerade i två par, ett i fören och ett i aktern; det femte tornet var placerat midskepps, mellan skorstenarna och den bakre överbyggnaden. Försvar mot torpedbåtar tillhandahölls av ett sekundärt batteri med tolv BL 15,2 cm Mk VII-kanoner. Fartyget var också utrustat med ett par QF 7,6 cm luftvärnskanoner och fyra 4,7 cm kanoner. Som var typiskt för slagskepp under perioden var hon utrustad med två 53,3 cm torpedtuber nedsänkta på vardera sida.
Benbow skyddades av ett huvudpansarbälte som var 305 mm tjockt över fartygets ammunitionsmagasin och maskin- och pannrum och som reducerades till 102 mm mot fören och aktern. Däcket var 64 mm tjockt i fartygets centrala del och reducerat till 25 mm i övriga delar.

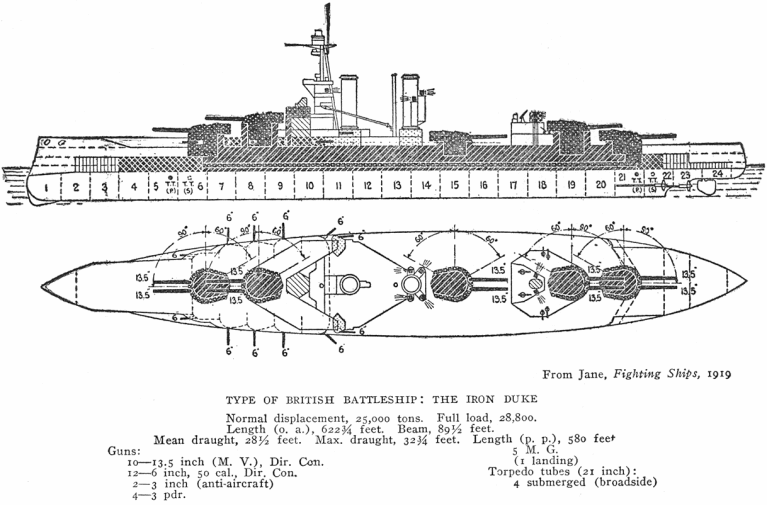
Ritning som visar ett Iron Duke slagskepp, från Jane's Fighting Ships 1919.

## Tjänstgöring

### Första världskriget

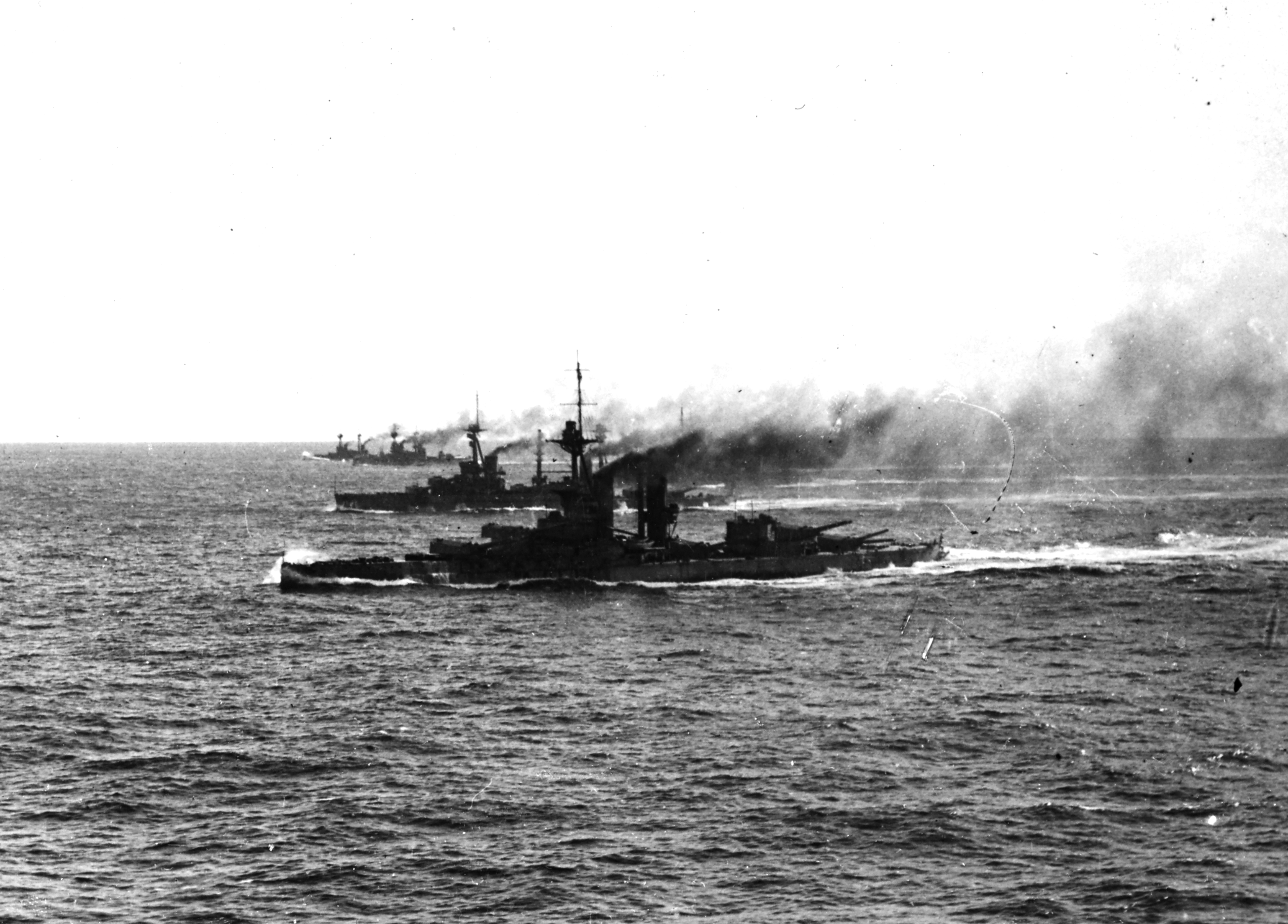
Den 4:e skvadronen 1915; det närmaste fartyget är antingen Benbow eller Emperor of India.

Benbow kölsträcktes på William Beardmore and Company-varvet den 30 maj 1912. Hennes färdiga skrov sjösattes den 12 november 1913 och arbetet med att utrusta fartyget var slutfört i oktober 1914, bara två månader efter första världskrigets utbrott. Den 1 december placerades Benbow och hennes systerfartyg HMS Emperor of India i 4:e skvadronen och de förklarades lämpliga för tjänstgöring i flottan den 10 december. Under denna period togs de bakersta 15,2 cm kanonerna bort från de fyra fartygen i Iron Duke-klassen och deras kasematter förseglades, eftersom de låg för lågt i skrovet och möjliggjorde att vatten kontinuerligt kunde tränga in i fartyget. Den 10 ersatte hon Dreadnought som flaggskepp för den 4:e skvadronen. Den 23-24 december genomförde den 4:e och 2:a skvadronen övningar norr om Hebriderna. Dagen därpå skickades hela flottan ut för en patrullering i Nordsjön som avslutades den 27 december; detta var Benbows första aktion.
Ytterligare en omgång övningar följde den 10-13 januari 1915 väster om Orkneyöarna och Shetlandsöarna, denna gång med hela flottan. På kvällen den 23 januari seglade huvuddelen av Grand Fleet till stöd för viceamiral David Beattys slagkryssarflotta, men huvudflottan engagerades inte i slaget vid Doggers Bankar som ägde rum dagen därpå. Den 7–10 mars genomförde Grand Fleet en patrullering i norra Nordsjön och genomförde under denna tid också manövrar. Ytterligare en sådan kryssning ägde rum den 16–19 mars. Den 11 april genomförde Grand Fleet en patrullering i centrala Nordsjön och återvände till hamn den 14 april. Ytterligare en patrullering i området ägde rum den 17-19 april, följt av övningar utanför Shetlandsöarna den 20-21 april. Grand Fleet genomförde en patrullering i centrala Nordsjön den 17–19 maj utan att stöta på några tyska fartyg. I mitten av juni genomförde flottan ännu en omgång övningar. Den 2–5 september gjorde flottan en ny kryssning i norra delen av Nordsjön och genomförde skytteövningar. Under resten av månaden genomförde Grand Fleet ett flertal övningar. Den 13 oktober genomförde majoriteten av flottan en ny patrullering i Nordsjön och återvände till hamn den 15 oktober. Den 2-5 november deltog Benbow i en annan övning väster om Orkneyöarna.
Benbow fortsatte med den typiska rutinen med övningar i januari. Flottan påbörjade en kryssning i Nordsjön den 26 februari; amiral John Jellicoe, befälhavare för Grand Fleet, hade tänkt använda Harwich-styrkan för att svepa igenom Helgolandsbukten, men dåligt väder förhindrade operationer i södra Nordsjön. Därför begränsades operationen till den norra delen av området. Natten till den 25 mars seglade Benbow och resten av flottan från Scapa Flow för att stödja slagkryssarflottan och andra lätta styrkor som anföll den tyska basen för zeppelinare i Tondern. När Grand Fleet närmade sig området den 26 mars hade de brittiska och tyska styrkorna redan förlorat kontakten med varandra och en hård storm hotade de lätta fartygen. Iron Duke, flottans flaggskepp, ledde tillbaka jagarna till Scapa Flow medan Benbow och resten av flottan drog sig tillbaka på egen hand. Den 21 april seglade Grand Fleet utanför Horns rev för att distrahera den tyska flottan medan den ryska flottan åter lade ut sina defensiva minfält i Östersjön. Den 24 april återvände flottan till Scapa Flow och bunkrade innan den fortsatte söderut som svar på underrättelserapporter om att tyskarna var på väg att inleda en räd mot Lowestoft. Grand Fleet anlände dock inte till området förrän efter det att den tyska högsjöflottan hade dragit sig tillbaka. Den 2-4 maj genomförde flottan ytterligare en segling utanför Horns rev för att hålla tyskarnas uppmärksamhet fokuserad på Nordsjön.

#### Skagerrakslaget

Kartor som visar den brittiska (blå) och tyska (röd) flottans rörelser mellan 31 maj och 1 juni 1916.

I ett försök att locka fram och förstöra en del av Grand Fleet skickade den tyska flottan ut en styrka bestående av sexton dreadnoughts, sex pre-dreadnoughts, sex lätta kryssare och trettioen torpedbåtar under befäl av viceamiral Reinhard Scheer Jadebusen tidigt på morgonen den 31 maj. Flottan seglade tillsammans med konteramiral Franz von Hippers fem slagkryssare och stödjande kryssare och torpedbåtar. Royal Navys "Room 40" hade avlyssnat och dekrypterat tysk radiotrafik som innehöll planer för operationen. Amiralitetet beordrade Grand Fleet, som vid den tiden bestod av tjugoåtta dreadnoughts och nio slagkryssare, att lämna hamn kvällen innan för att skära av och förstöra högsjöflottan. Vid tiden för slaget var fartygets befälhavare kapten Henry Wise Parker, och hon var viceamiral Doveton Sturdees flaggskepp. Hon var placerad nära mitten av den brittiska linjen. Den inledande aktionen utkämpades främst av de brittiska och tyska slagkryssarformationerna på eftermiddagen, men vid 18:00 närmade sig Grand Fleet scenen.
Omkring klockan 18.15 gav Jellicoe order om att vända och sätta in flottan i strid. Klockan 18.30 öppnade Benbow eld, men eldledningen hade problem med dålig sikt; de två främre tornen avfyrade endast sex salvor med två kanoner under de följande tio minuterna utan framgång. Kort därefter försökte tyska torpedbåtar rädda besättningen från den lätta kryssaren SMS Wiesbaden, som hade blivit obrukbar mellan de motsatta flottorna, även om de för britterna verkade inleda en attack mot Grand Fleet. Benbow och flera andra slagskepp öppnade eld med sina sekundära batterier, med början 19:09. Trots elden från åtta slagskepp träffades ingen av torpedbåtarna, även om de tvingades överge Wiesbaden. Mellan 19:17-19:25 avfyrade fartyget sex salvor från sitt huvudbatteri, den första från två av de främre kanonerna för att bekräfta räckvidden, och därefter fyra salvor från 15,2 cm kanonerna och en salva från 10,2 cm kanonerna i snabb följd. Ungefär vid samma tidpunkt öppnade Benbow och tre andra slagskepp eld med sina sekundära kanoner mot en grupp torpedbåtar som inledde en attack mot den brittiska linjen och fick in fyra träffar.
Efter den tyska torpedbåtsattacken drog sig högsjöflottan tillbaka, och Benbow och resten av Grand Fleet fick inte uppleva några fler viktiga insatser i slaget. Detta berodde delvis på den dåliga kommunikationen mellan Jellicoe och hans underordnade om den tyska flottans exakta position och kurs; utan denna information kunde Jellicoe inte sätta sin flotta i aktion. Benbow sköt kortvarigt mot en grupp torpedbåtar omkring klockan 21:10, med en salva av 15,2 cm granater och en enda 34,3 cm granat. Klockan 21:30 började Grand Fleet omorganisera sig till sin nattliga kryssningsformation. Tidigt på morgonen den 1 juni finkammade Grand Fleet området för att leta efter skadade tyska fartyg, men efter att ha ägnat flera timmar åt att leta hittade de inga. Under slaget hade Benbow avfyrat fyrtio 34,3 cm pansarbrytande- och sextio 15,2 cm granater.

#### Senare operationer

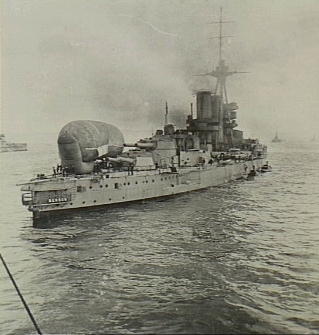
Benbow experimenterar med en spaningsballong 1916.

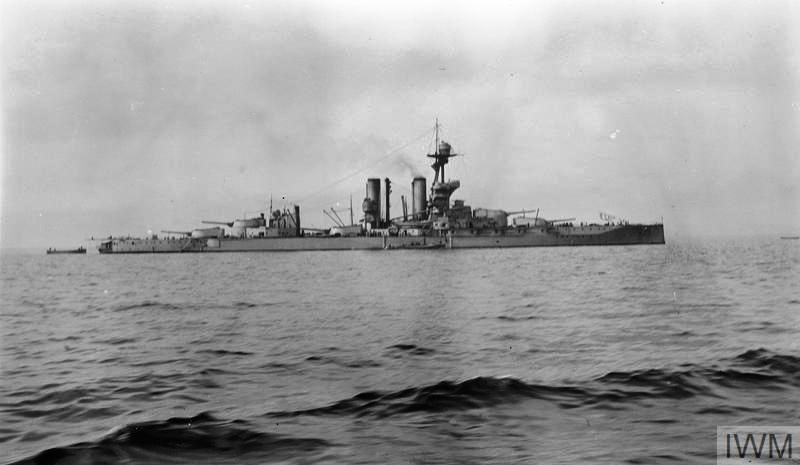
Benbow i Scapa Flow, maj 1917.

När Benbow återvände till hamn avlöstes hon som eskaderns flaggskepp. I juli fick fartyget ytterligare däckspansar, främst över ammunitionsmagasinen. Arbetet var färdigt i augusti. Den 18 augusti skickades återigen den tyska flottan ut, denna gång för att attackera Sunderland; Scheer hoppades återigen kunna locka fram Beattys slagkryssare och förstöra dem. Den brittiska signalspaningen dekrypterade tyska radiomeddelanden, vilket gav Jellicoe tillräckligt med tid för att sätta in Grand Fleet i ett försök att inleda ett avgörande slag. Båda sidor drog sig dock tillbaka efter att motståndarnas ubåtar tillfogat förluster under aktionen den 19 augusti 1916: de brittiska kryssarna Nottingham och Falmouth torpederades och sänktes båda av tyska ubåtar, och det tyska slagskeppet SMS Westfalen skadades av den brittiska ubåten E23. Efter att ha återvänt till hamn utfärdade Jellicoe en order som förbjöd att flottan skulle riskera att ta risker i den södra halvan av Nordsjön på grund av den överväldigande risken från minor och ubåtar.
I slutet av 1917 började tyskarna använda jagare och lätta kryssare för att attackera de brittiska konvojerna till Norge, vilket tvingade britterna att sätta in slagskepp och slagkryssare för att skydda konvojerna. I april 1918 skickades den tyska flottan ut i ett försök att förstöra en av de isolerade brittiska eskadrarna, även om konvojen redan hade passerat säkert. Grand Fleet skickades ut för sent för att hinna ikapp de retirerande tyskarna, även om slagkryssaren SMS Moltke torpederades och skadades svårt av ubåten E42. En rad mindre modifieringar gjordes på Benbow under 1917 och 1918; dessa inkluderade bland annat installation av större och ytterligare strålkastare för att förbättra förmågan i nattstrider. Utrustningen togs senare bort 1918, och ramper för flygplan monterades på B- och Q-tornet.

### Efter kriget
Efter kriget upplöstes Grand Fleet och Benbow placerades i Medelhavsflottans 4:e eskader, där hon tjänstgjorde fram till mars 1926. År 1919 tog kapten Charles Douglas Carpendale befälet över fartyget, en befattning som han innehade fram till 1921. 1919 deltog fartyget i antikommunistiska operationer i Svarta havet, från april 1919 till juni 1920. Benbow och andra delar av Medelhavsflottan stödde de vita styrkorna i det ryska inbördeskriget. I slutet av januari 1920 skickades Benbow från Konstantinopel till Novorossijsk. Där avlöste fartyget Iron Duke och räddade kort därefter en grupp på 150 ryska soldater och deras brittiska rådgivare, som hade blivit attackerade av banditer. Den 1 februari utsåg konteramiral Michael Culme-Seymour Benbow till sitt flaggskepp. Kort därefter skickades män från fartyget för att inspektera de vitas positioner på Kertjhalvön. Benbow beordrades att återvända till Konstantinopel i juni, där Medelhavsflottan koncentrerades för att börja stödja grekiska styrkor under det grek-turkiska kriget; hon anlände dit den 19 juni. Den 5 juli lämnade Benbow och flera andra fartyg Konstantinopel för att landsätta en styrka i Gemlik för att säkra hamnen för att kunna överlämna den till grekiska styrkor som skulle anlända senare. Benbows män återvände till fartyget den 16 juli efter att en grekisk bataljon nått staden.
I februari 1921 genomförde Benbow, slagskeppet King George V och flera jagare övningar i Marmarasjön. 1922 genomgick fartyget en ombyggnad på Malta. I september och oktober samma år deltog hon i ytterligare operationer mot turkiska styrkor. Den 1 november 1924 omnumrerades 4:e skvadronen till 3:e skvadronen. Eskadern överfördes till Atlantflottan i mars 1926 och förblev där fram till september 1930. Hon utsågs till förbandets flaggskepp den 12 maj 1928 och avlöste Iron Duke som skulle genomgå en större ombyggnad. Benbow deltog i stora övningar som hölls i mars 1929 tillsammans med Medelhavsflottan. I september 1930 sattes Benbow upp på försäljningslistan. Enligt villkoren i Washingtonfördraget skulle Benbow och hennes systerfartyg ersättas av nya fartyg följande år. Fartyget såldes för skrot i januari 1931.